# Oliva Gessi
Oliva Gessi – miejscowość i gmina we Włoszech, w regionie Lombardia, w prowincji Pawia.
Według danych na rok 2004 gminę zamieszkuje 200 osób, 66,7 os./km².